# شهرستان جیانینگ
شهرستان جیانینگ (به لاتین: Jianning County) یک منطقهٔ مسکونی در چین است که در سانمینگ واقع شده‌است.